# Т-90
Т-90 е руски съвременен основен боен танк, на основата на дълбока модернизация на Т-72Б. Въведен е на въоръжение през 1993 г. и е основният танк на руската армия.

## История за танка
В края на 80-те години през 1986 г. конструкторското бюро към Уралвагонзавод в Нижни Тагил под ръководството на главния инженер Владимир Поткин започва разработка за модернизация на танка Т-72Б. На новата машина, под името Т-72БМ, е монтирана вградена динамична броня от второ поколение. Въпреки засилената защита като сериозна слабост се отчита отсъствието на съвременна автоматизирана система за управление на огъня (СУО). Затова конструкторите решават да използват доказалата се в танковете Т-80 и Т-80У СУО 1А45 „Иртиш“, като я преработят за работа с автомата за зареждане на снарядите на Т-72, който е различен от механизма за зареждане при Т-80. Изпробван е реновирания танк в Афганистанската война 1987 – 1988 г. като пробен експеримент. Модифицираната СУО се монтира под името 1А45Т. През януари 1989 г. започват държавните изпитания на опитния образец, известен като „Обект 188“. В продължение на година и половина изминава близо 14 000 km по полигоните, като не показва сериозни дефекти. През март 1991 г. министерствата на отбраната и на отбранителната промишленост препоръчват танкът да бъде приет на въоръжение. В процеса на доработка през същата и следващата година и с отчитане на поуките от Войната в залива през 1990 – 91 г. като допълнителна защита е добавен комплекс за оптико-електронно подавяне „Штора“. На 5 октомври 1992 г. с постановление на Правителството на РФ №759 – 58 е решено танкът да бъде приет на въоръжение. Вместо очакваното Т-72БУ (У за усовершенствованный) по настояване на президента на Русия Борис Елцин танкът получава названието Т-90 (и Т-90С за експортната версия). След след смъртта на главния конструктор Владимир Поткин през 1999 г. в негова чест танкът е наречен „Владимир“.
През 2004 – 2006 г. танкът е модернизиран – усилена е бронировката на корпуса, добавени са топловизор „Буран-М“ (за модификациите от 2004 г.) и ЭССА с френска камера Catherine FC (за модификациите от 2006 г.), стабилизаторът е нов, позволяващ по-бързи прицел и стрелба от движение, лятата купола е заменена с нова от заварени листове с подсилена челна броня, монтира се нов двигател с мощност от 1000 к.с. Оръдието е модифицираното 125-mm 2А46М-5. Новите машини носят обозначението Т-90А (и Т-90АС за експортната версия).
През 2011 г. е представена и дълбоката модернизация на Т-90 – Т-90АМ (и Т-90МС за експортната версия). При него старата динамична защита „Контакт 5“е заменена с „Реликт“. Оръдието е 2А46М-5 с подобрена балистика. Нова е и системата за управление на огъня „Калина“. Монтира се подобрен дизелов двигател с мощност 1130 к.с., като е добавена и допълнителна дизело-генераторна установка, която захранва електроконсуматорите, когато основният двигател е изключен. Зенитната картечница е заменена с автономна 7,62-mm картечна установка с дистанционно управление Т05БВ-1.
През 2017 г. е представена нова модификация – Т-90М „Прорыв 3“, първите машини от която трябва да постъпят на въоръжение в руската армия през 2018 г. Танкът е въоръжен със същото 125-mm оръдие, както и Т-14 „Армата“ – 2А82-1М. Оборудван е със система за управление на огъня „Калина“, подобрена динамична броня на куполата „Реликт“ с добавени противокумулативни решетки под нея, двигателят е В-92С2Ф с мощност 1130 к.с. Плановете на руското правителство предвиждат модернизацията на около 400 танка Т-90 до ниво Т-90М.

## Устройство

### Конструкция
Танкът е изграден по класическа схема с три основни отделения – за управление в предната част, бойно – в средната, и моторно-трансмисионно – в задната част. Корпусът идентичен с този на Т-72Б. Изработен е от заварени листове от валцувана стомана, щамповано дъно и горен челен лист от композитна броня с вградена динамична защита от второ поколение „Контакт-5“. Челните листове са заварени под ъгъл 68°. Страничните бордове са защитени с гумени екрани, на които са монтирани по 3 метални блока с вградена динамична защита. В отделението за управление се намира механик-водачът, чието място е в средата, пред основата на оръдието. В куполата са разположени командирът на танка – отдясно, и мерачът – отляво на оръдието.
Куполата е лята, идентична с тази на Т-72Б, която е подсилена челно с 20-mm допълнителна броня. Челната част също е изработена от композитна броня. Допълнително върху куполата са монтирани и елементи на динамична защита „Контакт-5“.
След 2004 г. на танковете Т-90 А (Т-90АС) се монтира нова купола от заварени листове с подсилена челна част.

### Двигател и трансмисия
Първоначално се монтира 12-цилиндров V-образен четиритактов дизелов двигател В-84МС с течно охлаждане и мощност 840 к.с. при 2000 оборота. От 2004 г. на танковете Т-90А (Т-90АС) той е заменен с по-мощния дизелов В-92С2 с турбокомпресор и мощност 1000 к.с., а от 2011 г. на Т-90АМ (Т-90МС) – модифицираният форсиран В-92С2Ф с мощност 1130 к.с.
Общият обем гориво за двигателя, включително допълнително закрепените варели на задната част, е 1600 l, от които 705 l са във вътрешни резервоари.
За подгряване на охлаждащата течност и смазката се използва подгряваща система, състояща се от подгревател и помпа. Пускът на двигателя се осъществява с помощта на сгъстен въздух от 2 бутилки с обем по 5 l. Възможен е пуск и чрез стартер-генератора СГ-18-1С или комбиниран пуск – сгъстен въздух и стартер-генератор. 
Трансмисията се състои от входен редуктор с приводи за компресора, стартер-генератора и вентилатора, две механични скоростни кутии (7 + 1) с планетни механизми и хидроуправление, две бордови едностепенни планетарни предавки.

### Ходова част
Ходовата част е идентична с тази от танка Т-72Б. Състои се от: верига с 97 елемента с ширина 580 mm, с гуменометалически шарнири, предно направляващо и задно водещо колело, по 6 опорни ролки с гумен бандаж с диаметър 750 mm, по 3 поддържащи ролки с вътрешна амортизация, механизъм за натягане. Окачването е индивидуално, торсионно с несъосно разположение на торсионните валове, с хидравлични амортизатори на 1, 2 и 6 ролка.

### Въоръжение
Основното въоръжение на Т-90 е 125-mm гладкостволно оръдие 2А46М-4 с дължина на цевта 48 калибъра (6000 mm) и техническа скорострелност до 8 изстрела в минута при автоматично и 2 изстрела при ръчно зареждане. Но 2004 г. на модификацията Т-90А се монтира усъвършенстваното 125-mm оръдие 2А46М-5. Предвижда се модификацията Т-90М да бъде въоръжена със 125-mm оръдие 2А82-1М. Оръдието е съоръжено със симетрично разположени протиовоткатни устройства, затвор с хоризонтален клин, ежектор за продухване на цевта, термоизолиращ кожух и двуплоскостен стабилизатор. Оръдието има ъгъл на възвишение от -6 до +13,5°. Прицелна далечина: 4000 m за бронебойни снаряди, 5000 m за ПТУР и 10 000 m за осколочно-фугасни снаряди.
Боекомплектът е от 43 изстрела с разделно зареждане, от които 22 са разположени в автомата за зареждане. Останалите 21 (20) изстрела са разположени в стелажи по корпуса и в куполата. При Т-90А боекомплектът е 42 изстрела, а при Т-90АМ – 40 изстрела. Оръдието може да стреля с бронебойно-подкалибрени 3ВБМ17 (със снаряд ЗБМ42), осколочно-фугасни 3ВОФ36 (със снаряд ЗОФ26), бронебойно-кумулативни снаряди 3ВБК16 (със снаряд ЗБК18М). Последните серии на Т-90А и Т-90АМ могат да стрелят и с кумулативни снаряди 3ВБК25 (със снаряд 3БК29М), осколочно-шрапнелни снаряди с електронни дистанционно-контактни взриватели с голяма площ на поражение, бронебойно-подкалибрени снаряди с валфрамов сърдечник.
Освен снаряди оръдието може да изстрелва противотанкови управляеми ракети с комплекса 9К119 „Рефлекс“ (ракета 9М119 „Рефлекс“) и 9К119М „Рефлекс-М“ за Т-90А (ракета 9М119М „Инвар-М“).
Допълнителното въоръжение е 7,62-mm картечница ПКТ (или ПКТМ), сдвоена с оръдието и бойна скорострелност 250 изстрела в минута. Боекомплектът е 2000 патрона – в 8 кутии с ленти по 250 патрона. Използват се патрони 7,62х54 R – стандартни с мека стомана (ЛПС), трасиращи (Т-46), бронебойно-запалителни (Б-32) и патрони с усилена пробиваемост.
За стрелба по въздушни цели се използва 12,7-mm зенитна НСВТ-12.7 „Утес“ (на танковете от първите серии) или 6П49 „Корд“ (които са взаимно съвместими като закрепване, захранване и управление), монтирани върху куполата до командирския люк и притежаващи електромеханична система за дистанционно управление 1ЭЦ29, стабилизирана във вертикална плоскост и позволяваща да се води огън при закрит командирски люк. Боекомплектът е 300 патрона (2 ленти по 150 патрона).
Използват се патрони 12,7х108 – бронебойно-запалително-трасиращи (БЗТ), бронебойно-запалителни (Б-32) и запалителни с мигновено действие (МДЗ).
Прицелът за зенитната картечница е ПЗУ-7.216.644 (оптически монокулярен перископичен, с увеличение 1.2х). Далечината на прицелния огън е до 1600 m по цели, движещи се със скорост от 100 до 300 m/s.
На танковете Т-90АМ и Т-90МС след 2011 г. се монтира дистанционно управляем модул УДП Т05БВ-1 с двуплоскостна стабилизация. На него се монтира 7,62-mm картечница ПКТМ, която се управлява от панорамния прицел на командира. Модулът има ъгъл на възвишение от -10 до +45° и завъртане по хоризонтала на 316°. При модификацията Т-90М зенитната картечница е „Корд-МТ“.
За самоотбрана и сигнализация на екипажа се полага и един 5,45-mm автомат АКС-74У с боекомплект от 450 патрона (15 пълнителя по 30 патрона), 10 ръчни отбранителни гранати Ф-1 или РГД и 26-mm сигнален пистолет с 12 ракети.

### Система за управление на огъня
Танкът Т-90 е оборудван с автоматичен комплекс за управление на огъня 1А45Т „Иртыш“, който включва: система за управление на огъня 1А42; нощен прицелен комплекс на мерача ТО1-КО1; прицелно-наблюдателен комплекс на командира ПНК-4С; ТВ-система за задно виждане (при Т-90АМ и Т-90МС).
Система за управление на огъня 1А42
Предназначена е за водене от мерача на прицелен огън с оръдието и сдвоената с него картечница в дневни и нощни условия, от място и в движение. Системата отчита далечината до целта, типа на снаряда, относителното преместване на целта, скоростта и ъгъла на наклон на танка, метеоданни. За командира системата осигурява търсене, откриване и опознаване на цели; целеуказване на мерача; водене на прицелна стрелба с оръдието и сдвоената с него картечница в режим на дублирано управление както денем, така и нощем – от място и в движение.  Състои се от:
- Информационно-изчислителен дневен комплекс на мерача 1А43, включващ:
- Прицел 1Г46, перископичен с плавно регулируемо увеличение от 2,7х до 12х, лазерен далекомер с обхват от 400 до 5000 m, система за стабилизация в две плоскости, система за управление на ПТУР.[7]

- Цифров балистичен изчислител 1В528-1, автоматично изчисляващ параметрите за насочване на оръжието – ъгъл на възвишение и изпреварване, с отчитане на данните от метеорологичния датчик, разстоянието до целта. Въз основа на изчислените данни осъществява автоматично насочване на оръжието и служи като блок за разрешение на стрелба.[7]

- Комплект автоматични датчици за условията на стрелбата ДВЕ-БС, отчитащи положението на оръдието, скоростта на вятъра, скоростта на танка, курсовият ъгъл спрямо целта.

- Блок превключватели 1В216 за регулиране на типа на използваните снаряди.

- Двуплоскостен стабилизатор 2Э42-4 „Жасмин“. Приводът по вертикала е електрохидравличен, а по хоризонтала – електрически.
Нощен прицелен комплекс на мерача ТО1-КО1
Включва:
- В първите серии на Т-90 – електронно-оптичен нощен прицел ТПН4-49 „Буран-П/А“ с прицелна далечина за оръдието при пасивен режим до 1200 m и 1500 m при активен режим (с подсветка от системата ТШУ-1 „Штора“).

- В неголяма серия на Т-90 – електронно-оптичен топловизорен нощен прицел ТПН4-49-23 „Агава-2“ с телеекран и прицелна далечина за оръдието в активен режим (с подсветка от системата ТШУ-1 „Штора“) 2500 – 3000 m.

- Термовизионна камера Catherine-FCВ Т-90А от 2004 г. – електронно-оптичен нощен прицел ЭССА с интегрирана топловизорна камера Catherine-FC, производство на Thales (Франция)[11].

- В Т-90А след 2009 г. – електронно-оптичен нощен прицел ESSA с интегрирана топловизорна камера Catherine – XG, производство на Thales (Франция).

- В Т-90АМ след 2011 г. – електронно-оптичен нощен прицел ESSA с интегрирана топловизорна камера Catherine – XP, производство на Thales (Франция).

Прицелно-наблюдателен комплекс на командира ПНК-4С
Включва:
- Дневно-нощен перископичен наблюдателен прибор ТКН-4С „Агат-С“, стабилизиран във вертикална плоскост. Увеличение в дневен режим – до 8х, в нощен режим – до 5,4х. Прицелна далечина през нощта при пасивен режим – до 700 m и до 1000 m в активен режим (с подсветка от системата ТШУ-1 „Штора“);

- Датчик за положението на оръдието;

- Монокулярен телескопичен оптичен прицел ПЗУ-7 за стрелба със зенитната картечница. На танковете Т-90АМ и Т-90МС след 2011 г. се монтира нова система за управление на огъня „Калина“[12]. Тя включва[13]:

- комбиниран прицел на мерача ПНМ „Сосна-У“ с лазерен далекомер и интегриран топловизорен канал с камера Catherine FC на Thales;

- панорамен прицел на командира ПК ПАН „Соколинный глаз“, оборудван топловизорна камера трето поколение Catherine XP на Thales;

- автомат за съпровождане на целите;

- блок за информационно-управляваща система;

- апаратура за опознаване „свой/чужд“;

- триканален прибор за наблюдение на механик-водача ТВН-10

- апаратура за управление на аерозолните и димовите завеси ТШУ-1-2-М;

- система за ориентиране на местността (ГЛОНАСС/GPS);

- средства за вътрешна връзка.

### Средства за наблюдение и връзка
За външна радиовръзка се използва УКВ радиостанция с честотна модулация Р-163-50У и радиоприемник Р-163-УП. И двете устройства разполагат с 10 предварително настроени честоти, които се избират с натискане на бутон. Имат работен диапазон от 30,025 до 79,975 MHz. Далечината на свръзката достига до 20 km с помощта на двуметрова мачтова антена. 
Командирската версия има допълнителна КВ радиостанция Р-163-50У („Арбалет-50К“) с далечина на връзката до 50 km с помощта на мачтова антена. На място и с 11-метрова антена далечината на връзката достига до 350 km. Командирските танкова разполагат допълнително и с танкова навигационна апаратура ТНА-4-3 и артилерийска бусола ПАБ-2М.
Вътрешната връзка между екипажа се осъществява с комутационната апаратура Р-174 и 3 комплекта шлемофони с комутационни устройства.

### Защита и оборудване

#### Броня
Танкът е защитен с диференцирана многослойна противоснарядна броня – на предния брониран лист на корпуса и челната част на куполата. Куполата на Т-90 е лята, а от Т-90А – от заварени листове, с допълнително подсилване на бронята в челната част.
Корпусът и куполата са защитени и с вградена динамична защита от второ поколение „Контакт 5“, разработка на НИИ Стали от 1986 г.  Защитата е изградена от 28 секции – 8 на куполата, 12 на челния брониран лист и 6 – на бордовите екрани. Секциите са изградени от 252 елемента ДЗ 4С22. Танковете Т-90АМ и Т-90МС са оборудвани с вградена динамична защита от трето поколение „Реликт“, създадена от НИИ Стали през 2006 г.

#### Система за активна защита
Т-90 е оборудван за оптико-електронно подавяне „Штора-1“, състояща се от 4 датчика за откриване на противниково лазерно излъчване в диапазона 0,65...1,6 μm – 2 за точно определяне източника на облъчване (с обзор от 45°), върху челната част на куполата и 2 за грубо определяне източника на облъчване (с обзор повече от 90°) – в задната част на куполата; 81-mm аерозолни гранати ЗД17 (по 6 отдясно и отляво на купола); 2 инфрачервени прожектора ОТШУ-1-7, разположени в челната част на куполата; блок за управление и пулт за управление. При откриване на лазерно облъчване на машината точните датчици определят направлението на излъчвания лъч и подават сигнал в блока за управление. Екипажът получава звуково известяване от блока чрез системата за вътрешна комуникация и светлинно – чрез индикаторите на пулта за управление. Блокът за управление избира най-близката към сигнала пускова установка и подава команда за изстрелване на граната, създаваща аерозолна завеса с ширина 20 m и височина 10 m в продължение на 2 до 4 секунди след изстрела. За борба с управляемите противотанкови ракети на противника се използват двата прожектора ОТШУ-1-7, които излъчват инфрачервена светлина с честотна модулация и спектрален диапазон близък до този, който служи за насочване на ПТУР и по този начин разсейват сигнала за коригиране на траекторията му.

#### Защита от ОМП
Екипажът на танка разполага и със защита от оръжия за масово поразяване. При сигнал от датчиците за радиационно и химическо разузнаване ГО-27 тя автоматично херметизира вътрешния обем на танка и създава надналягане с помощта на филтровентилационната установка.
Модификацията Т-90МС разполага с приборен комплекс ПКУЗ-1А за измерване на нивата на гама лъчите, сигнализация и управление на елементите от защитата от ОМП.

#### Противопожарно оборудване
За известяване и гасене на пожар в танка е предвидена автоматична противопожарна система 3ЭЦ 13 – 1 „Иней“. Тя се състои от 4 бутилки с гасяща смес „хладон 114В2“ и „хладон 13В1“; 10 оптични и 5 термодатчика (разположени в моторно-трансмисионното отделение). Системата може да се активира автоматично от датчиците или от бутон от командира или механик-водача. Допълнително в танка се намират и 2 ръчни пожарогасителя с въгледореден диоксид. 
Освен системата „Иней“ танкът разполага и със система за защита от напалм „Сода“.

#### Допълнително оборудване
Танкът разполага с оборудване за самоокопаване. Допълнително може да се монтират колеен минен трал КМТ-6М2, КМТ-7 или КМТ-8 с електроматнитна приставка за дистанционно взривяване на мини с радио- и магнитни взриватели.
Т-90 има и оборудване за преодоляване на водно препятствие. След предварителна подготовка танкът може да преодолее водно препятствие с дълбочина до 5 m.

## Модификации

### Серийни модели
- T-90 (обект 188) – базов модел, произвеждан от 1992 г. до 2004 г.
- Т-90С (обект 188С) – експортен вариант на Т-90. На него не се монтират прожекторите на „Штора“, а вместо тях са добавени блокове динамична защита. На танка може да се монтира и климатична инсталация.
- Т-90К (обект 188К) – командирски вариант на Т-90, произвеждан от 1994 г. Оборудван с допълнителна радиостанция Р-163-50К и навигационно оборудване ТНА-4-3.

- Т-90СК (обект 188СК) – командирски вариант на Т-90С, оборудван с допълнителна радиостанция и навигационно оборудване.
- Т-90А „Владимир“ (обект 188А1) – модификация на Т-90 от 2004 г. Модернизирано е оръдието – 125-mm 2А46М-5, добавен е термовизор и нов стабилизатор, усилена е бронировката, а куполата е от заварени листа, монтира се по-мощен двигател – 1000 к.с.

- Т-90АК „Владимир“ (обект 188АК2) – командирски вариант на Т-90А на въоръжение от 2006 г., оборудван с допълнителна радиостанция Р-163-50К, навигационно оборудване ТНА-4-3 и система за тактическо управление на боя.
- Т-90СА „Владимир“ (обект 188СА) – експортен вариант на Т-90А. На него не се монтират прожекторите на „Штора“, а вместо тях са добавени блокове динамична защита. Добавена е климатична система за екипажа.

- Т-90СМТ-90СКА „Владимир“ (обект 188СКА) – командирски вариант на Т-90СА на въоръжение, оборудван с допълнителна радиостанция, навигационно оборудване и система за тактическо управление на боя T-BMS.

- Т-90АМ „Прорыв“ (обект 188АМ) – дълбока модификация на Т-90А от 2011 г. по проект на „Прорыв 2“ Монтира се нова система за управление на огъня „Калина“, динамичната защита е от трето поколение – „Реликт“. До командирския люк се монтира дистанционно управляем модул УДП Т05БВ-1 с двуплоскостна стабилизация. Двигателят е В-92С2Ф с 1130 к.с.

- Т-90СМ  (обект 188МС) – експортен вариант на Т-90АМ от 2011 г.
- Т-90М (обект 188М) – дълбока модификация на Т-90А по проект на „Прорыв 3“. Монтира се СУО „Калина“, оръдието е 125-mm 2А82-1М (което се монтира и на Т-14 „Армата“), монтира се дистанционно управляема зенитна установка УДП Т05БВ-1 с 12,7-mm картечница „Корд-МТ“, управлението на танка се осъществява с щурвал, двигателят е В-92С2Ф с мощност 1130 к.с. Противокумулативната защита е „Реликт“. От 2018 г. се проектира монтирането на динамична защита „Арена-М“.[24]
- Т -90S „Bhishma“  – вариант на Т-90С за индийската армия.

### Машини на основата на Т-90
- БРЕМ-72 – бронирана ремонтно-евакуационна машина.
- МТУ-90 – мостополагаща машина.
- ИМР-3 – инженерен танк.
- БМР-3М „Вепрь“ – бронирана минопочистваща машина.

## Бойно използване

### Първа чеченска война
Според кандидата на историческите науки С. В. Устянцев и водещия конструктор на ОАО „Уральское конструкторское бюро транспортного машиностроения“ Д. Г. Колмаков в боевете през 1995 г. по време на Първата чеченска война са взели участие няколко Т-90, които са се оказали практически неуязвими за противотанковите оръжия на сепаратистите.

### Гражданска война в Сирия (2011 –?)
В края на 2015 г. Сирия получава от Русия танкове Т-90А. За първи път са използвани в бойни действия в боевете за Алепо. В хода на боевете танковете показва добра защитеност – на публикуваните в интернет клипове се вижда, че динамичната защита на танка се справя добре с изстреляните срещу него ПТУР. През юни 2016 г. бойци от опозиционната групировка „Нуреддин Аз-Зинки“ успяват да пленят един сирийски Т-90А, и по-късно го продават за 500 000 долара на ислямистката групировка „Хаят Тахрир аш Шам“, която вече има един пленен Т-90. През 2017 г. групировката губи и двата танка, като единият е унищожен от сирийски Т-72, а вторият е възвърнат повреден от сирийската армия. През януари 2017 г. бойци от Ислямска държава публикуват видео на унищожен Т-90, принадлежал на организацията „Хизбула“, а през ноември – снимка на унищожен сирийски Т-90 с откъснат купол вследствие детонация на боекомплекта.

## Оператори
- Азербайджан – 100 Т-90С към 2014 г. [28]
- Алжир – 367 Т-90С към 2014 г. [29]
- Индия – 1000 Т-90S Bhishma [30]
- Русия – около 350Т-90/Т-90А (от които 200 на съхранение) към 2017 г. Предстои замяната им с Т-90М [31]
- Сирия – вер. 30 Т-90А, доставени от Русия през 2015 г.[32]
- Туркменистан – 4 Т-90СА към 2014 г. [33]
- Уганда – 44 Т-90СА към 2014 г. [34]